# Frómista

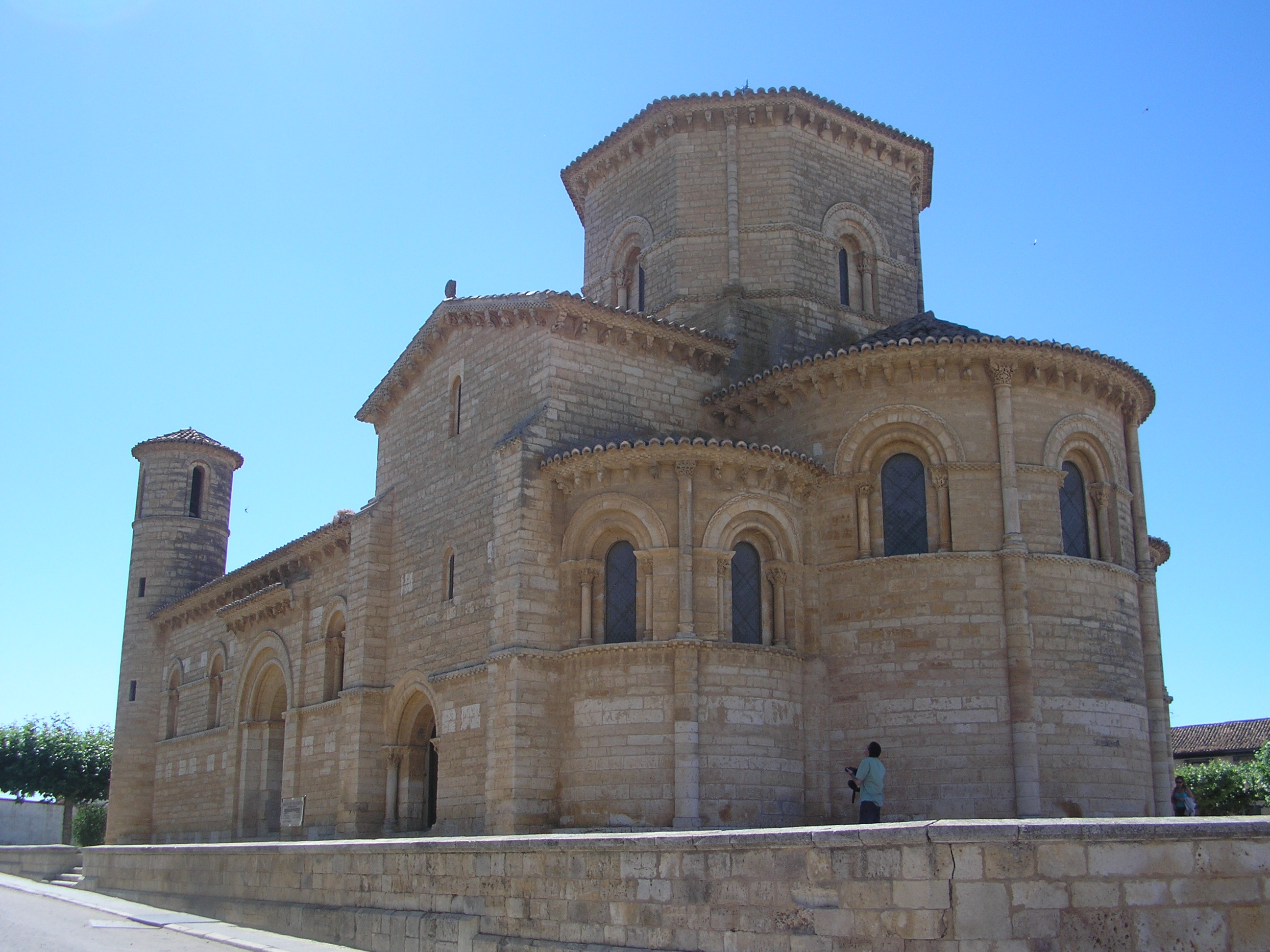
Church of San Martín of Fròmista

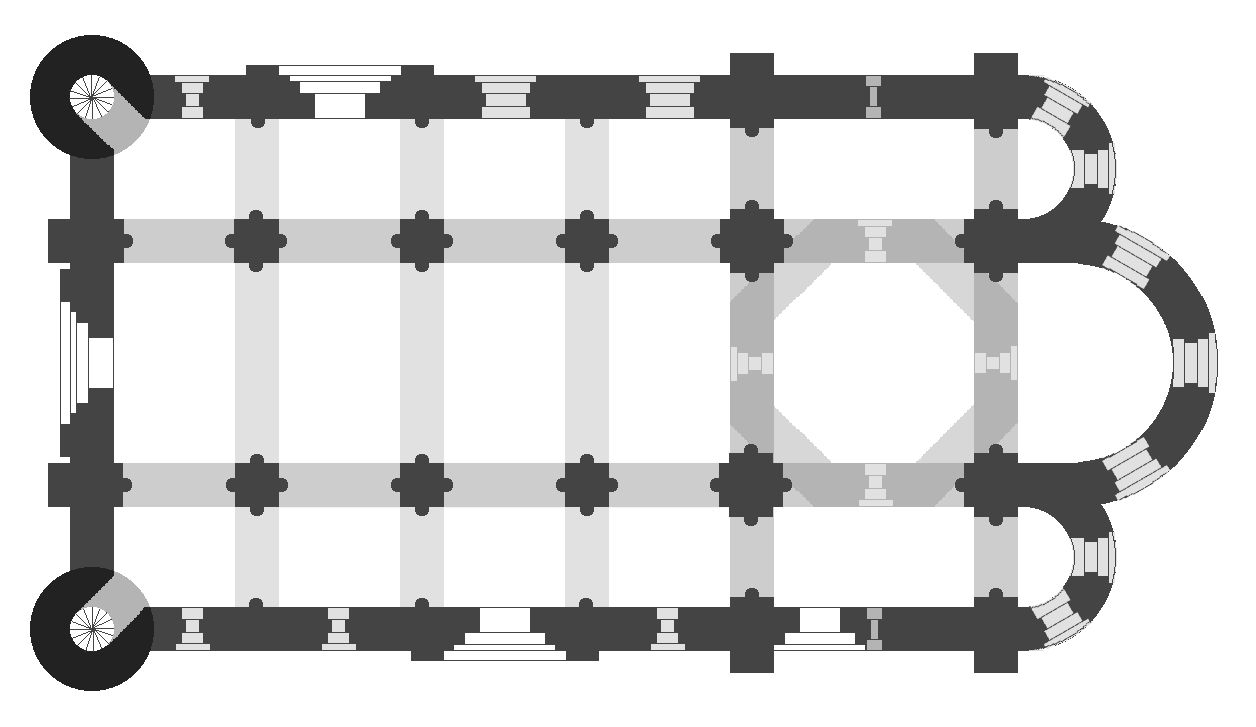
Plan of church of San Martín of Frómista

Frómista là một đô thị trong tỉnh Palencia, Castile và León, Tây Ban Nha. Theo điều tra dân số 2004 (INE), đô thị này có dân số là 928 người.